# 安田猛 (プロデューサー)
安田 猛（やすだ たけし、1962年10月23日 - ）は、日本の編集者、経営者、アニメプロデューサー。

## 人物
かつては株式会社KADOKAWA取締役 エンターテインメント・コンテンツクリエイション事業統括本部副統括本部長、株式会社角川メディアハウス取締役、グロービジョン株式会社取締役、株式会社プロダクション・エース代表取締役会長、そして2012年5月に発足した株式会社ドコモ・アニメストア代表取締役社長を務めていた。
元『アニメック』編集者を経て角川書店に入社。『ドラゴンマガジン』編集長、角川書店取締役、角川書店常務取締役、富士見書房の取締役、株式会社角川プロダクション専務取締役を務め角川グループの大合併を経て現職。2011年1月までの角川書店発行のアニメ・漫画・ライトノベル雑誌では編集人とクレジットされており、角川書店発売のゲームでは企画とクレジットされている。自社で企画したアニメに関連する実写番組、ライブにおいても企画、総合プロデューサーなどでクレジットされる。角川書店のアニメ部門の総責任者として、数多くのアニメ作品に、企画、製作総指揮、製作または制作統括としてスタッフロールに名を連ねている。
これまで携わってきた中で、最も思い入れの強いアニメとしてフルメタル・パニック!シリーズを挙げている。
2015年7月に設立された株式会社ところざわサクラタウンの専務取締役に就任。
2019年4月より、ブシロードグループに移り、同グループの出版社であるブシロードメディアの代表取締役社長に就任（2020年末に退任）。
2021年にFantasy TechのNFTマーケットプレイス・ブロックチェーンゲーム「PolkaFantasy」のカルチャーアドバイザーに就任した。

## 参加作品

### テレビアニメ
1998年
- 魔術士オーフェン（企画協力）

1999年
- 魔術士オーフェン Revenge（企画協力）

2000年
- ゲートキーパーズ（企画）
- 無敵王トライゼノン
- X -エックス-（企画）

2001年
- SAMURAI GIRL リアルバウトハイスクール（企画）
- 魔法戦士リウイ（企画）
- 機動天使エンジェリックレイヤー （企画）
- フルメタル・パニック!（製作）
- ちっちゃな雪使いシュガー（製作）

2002年
- キディ・グレイド（製作）

2003年
- スクラップド・プリンセス（企画）
- D・N・ANGEL（企画）
- まぶらほ（企画）
- クロノクルセイド（企画）
- フルメタル・パニック?ふもっふ（製作）

2004年
- GIRLSブラボー first season（製作）
- 忘却の旋律（企画）

2005年
- トリニティ・ブラッド（企画、プロデューサー）
- フルメタル・パニック! The Second Raid（製作総指揮）
- かりん（企画）
- SHUFFLE!（製作総指揮）
- GIRLSブラボー Second season（製作）
- Canvas2 〜虹色のスケッチ〜（企画）

2006年
- 涼宮ハルヒの憂鬱（2006年版）（製作総指揮、企画プロデューサー）
- N･H･Kにようこそ!（製作総指揮）
- ザ・サード 〜蒼い瞳の少女〜（製作総指揮）
- 機神咆吼デモンベイン（製作総指揮）
- 護くんに女神の祝福を!（製作総指揮）

2007年
- SHUFFLE! MEMORIES（製作総指揮）
- らき☆すた（企画、製作総指揮）
- レンタルマギカ（企画）
- ムシウタ（企画、製作）
- ご愁傷さま二ノ宮くん（企画、製作）

2008年
- H2O -FOOTPRINTS IN THE SAND-（企画）
- 我が家のお稲荷さま。（企画）
- 純情ロマンチカ（企画）
- ストライクウィッチーズ（企画、製作）
- 喰霊-零-（企画）
- 純情ロマンチカ2（企画）

2009年
- 空を見上げる少女の瞳に映る世界（チーフプロデューサー）
- 鋼殻のレギオス（企画）
- バスカッシュ!（エグゼクティブプロデューサー）
- シャングリ・ラ（企画、製作）
- そらのおとしもの（企画、製作）
- 生徒会の一存 碧陽学園生徒会議事録（企画、製作）
- こばと。（企画）
- キディ・ガーランド（企画）

2010年
- おまもりひまり（企画、製作）
- 裏切りは僕の名前を知っている（企画）
- ストライクウィッチーズ2（企画、製作）
- そらのおとしものf（企画、製作）
- パンティ&ストッキングwithガーターベルト（企画、製作）
- FORTUNE ARTERIAL 赤い約束（企画、製作総指揮）

2011年
- これはゾンビですか?（企画、製作）
- GOSICK -ゴシック-（企画、製作総指揮）
- 日常（企画、製作総指揮）
- STEINS;GATE（企画、製作）
- 世界一初恋（企画、製作）
- デッドマン・ワンダーランド（企画、製作）
- アスタロッテのおもちゃ!（企画）
- 快盗天使ツインエンジェル〜キュンキュン☆ときめきパラダイス!!〜（企画、製作）
- いつか天魔の黒ウサギ（企画、製作）
- ダンタリアンの書架（企画、製作総指揮）
- BLOOD-C（製作）
- R-15（企画、製作）
- マケン姫っ!（企画、製作）
- 世界一初恋2（企画、製作）
- 未来日記（企画）

2012年
- Another（企画、プロデューサー）
- これはゾンビですか? オブ・ザ・デッド（企画、製作）
- 氷菓（企画、エグゼクティブプロデューサー）
- うぽって!!（企画、エグゼクティブプロデューサー）
- えびてん 公立海老栖川高校天悶部（企画、製作）

2013年
- まおゆう魔王勇者（企画）
- 生徒会の一存 Lv.2（企画）
- 問題児たちが異世界から来るそうですよ?（企画、エグゼクティブプロデューサー）
- RDG レッドデータガール（企画、エグゼクティブプロデューサー）
- デート・ア・ライブ（企画、エグゼクティブプロデューサー）
- Fate/kaleid liner プリズマ☆イリヤ（企画）
- 神さまのいない日曜日（特別協力）
- ブラッドラッド（企画、エグゼクティブプロデューサー）
- キルラキル（企画）
- 勇者になれなかった俺はしぶしぶ就職を決意しました。（企画、エグゼクティブプロデューサー）
- 俺の脳内選択肢が、学園ラブコメを全力で邪魔している（企画、エグゼクティブプロデューサー）

2014年
- そにアニ -SUPER SONICO THE ANIMATION-（企画）
- いなり、こんこん、恋いろは。（企画、エグゼクティブプロデューサー）
- マケン姫っ!通（企画、エグゼクティブプロデューサー）
- 悪魔のリドル（企画）
- マンガ家さんとアシスタントさんと（企画）
- 棺姫のチャイカ（企画、エグゼクティブプロデューサー）
- 風雲維新ダイ☆ショーグン（企画、エグゼクティブプロデューサー）
- デート・ア・ライブII（企画、エグゼクティブプロデューサー）
- RAIL WARS!（企画）
- 普通の女子校生が【ろこどる】やってみた。（企画）
- Fate/kaleid liner プリズマ☆イリヤ ツヴァイ!（企画、エグゼクティブプロデューサー）
- LOVE STAGE!!（企画、エグゼクティブプロデューサー）
- 東京ESP（企画、エグゼクティブプロデューサー）
- 甘城ブリリアントパーク（製作）
- 暁のヨナ（企画）
- トリニティセブン（企画）
- 棺姫のチャイカ AVENGING BATTLE（企画、エグゼクティブプロデューサー）
- SHIROBAKO（企画）

2015年
- 艦隊これくしょん -艦これ-（企画、エグゼクティブプロデューサー）
- 新妹魔王の契約者（企画、エグゼクティブプロデューサー）
- ISUCA（企画、エグゼクティブプロデューサー）
- 長門有希ちゃんの消失（企画、エグゼクティブプロデューサー）
- トリアージX（企画、エグゼクティブプロデューサー）
- 空戦魔導士候補生の教官（エグゼクティブプロデューサー）

### Webアニメ
2010年
- 涼宮ハルヒちゃんの憂鬱（企画、チーフプロデューサー）
- にょろーん☆ちゅるやさん（企画、チーフプロデューサー）

2013年
- 宮河家の空腹（企画）

### 劇場アニメ
2001年
- メトロポリス（エグゼクティブ・プロデューサー）
- サクラ大戦 活動写真（エグゼクティブコーディネーター）
- スレイヤーズぷれみあむ（企画）

2002年
- 千年女優（製作委員会）
- パルムの樹（製作委員会）

2006年
- 超劇場版ケロロ軍曹（製作統括）

2007年
- 超劇場版ケロロ軍曹2 深海のプリンセスであります!（製作統括）

2008年
- 超劇場版ケロロ軍曹3 ケロロ対ケロロ天空大決戦であります!（製作統括）

2009年
- 超劇場版ケロロ軍曹 撃侵ドラゴンウォリアーズであります!（製作統括）
- 天上人とアクト人最後の戦い（チーフプロデューサー）

2010年
- 超劇場版ケロロ軍曹 誕生!究極ケロロ 奇跡の時空島であります!!（製作統括）
- 涼宮ハルヒの消失（製作総指揮）

2011年
- 劇場版 そらのおとしもの 時計じかけの哀女神（企画）

2012年
- ドットハック セカイの向こうに（特別協力）
- ストライクウィッチーズ 劇場版 （企画、エグゼクティブ・プロデューサー）

2013年
- 劇場版 STEINS;GATE 負荷領域のデジャヴ（企画、エグゼクティブ・プロデューサー）

### OVA
1996年
- マスターモスキートン（プロジェクト協力）

2001年
- こすぷれCOMPLEX（製作）

2002年
- ゲートキーパーズ21（企画）

2006年
- トップをねらえ2!（プロデューサー）

### その他
2008年
- 女子大生会計士の事件簿（企画）

2010年
- らっきー☆れーさー（企画）
- 涼宮ハルヒの憂鬱スピンオフ企画『谷口が行く不思議発見の旅』DVDスペシャルエディション（企画、総指揮）
- らき☆すた≒おん☆すて（企画）